# Raion de Căușeni
Le raion de Căușeni est un raion de la république de Moldavie, dont le chef-lieu est Căușeni. En 2014, sa population était de 81 185 habitants.

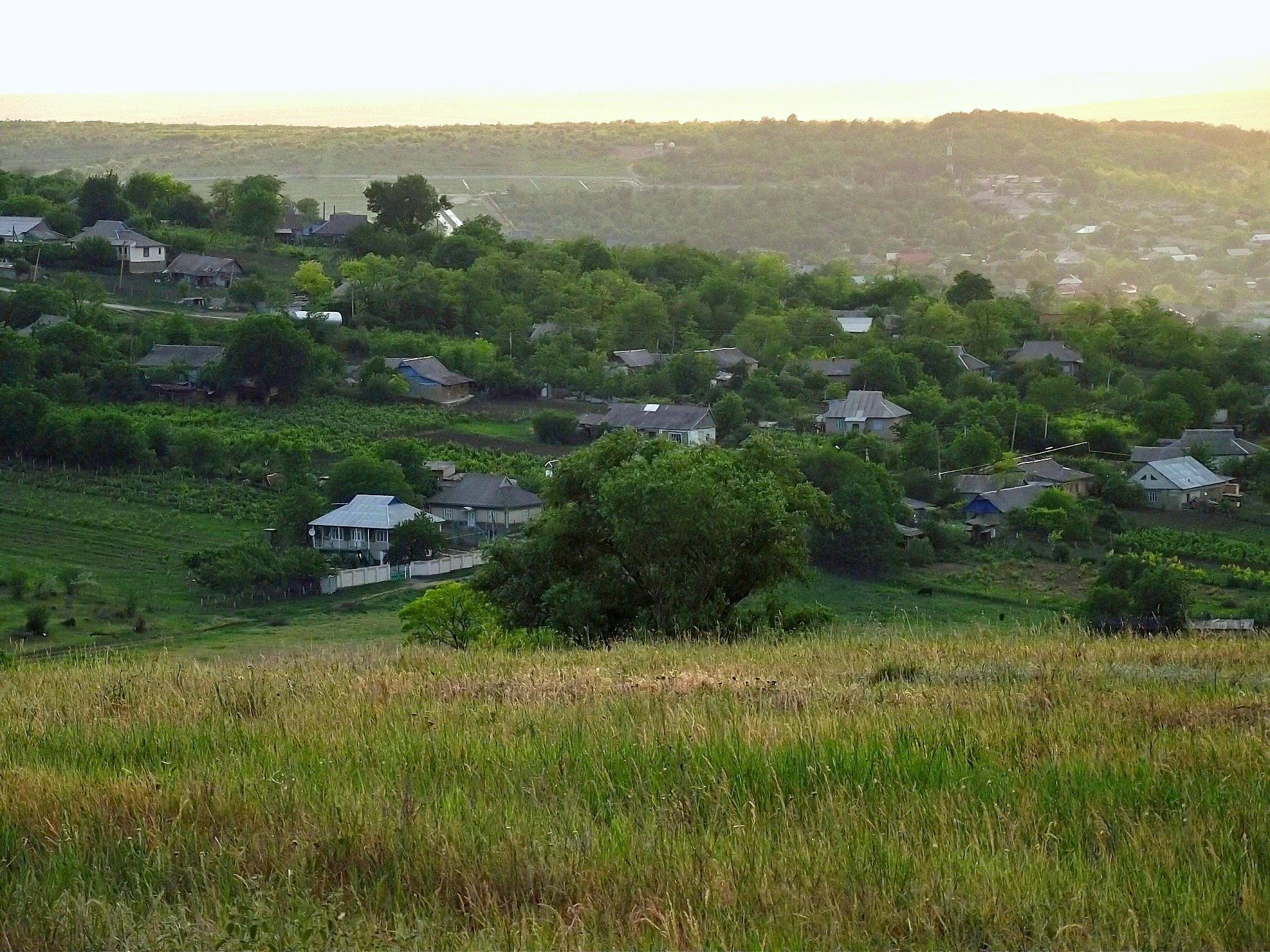
R30, Căușeni, Moldavie

## Démographie
| Groupe ethnique      | %    |
| -------------------- | ---- |
| Moldaves et Roumains | 92,4 |
| Russes               | 3,5  |
| Ukrainiens           | 2,0  |
| Bulgares             | 1,2  |
| Gagaouzes            | 0,7  |
| Autres               | 0,2  |

## Religions
- 98,5 % de la population du raïon est chrétienne, dont une grande partie sont orthodoxes.
- 1,5 % de la population est athée ou sans religion.